# Marshals

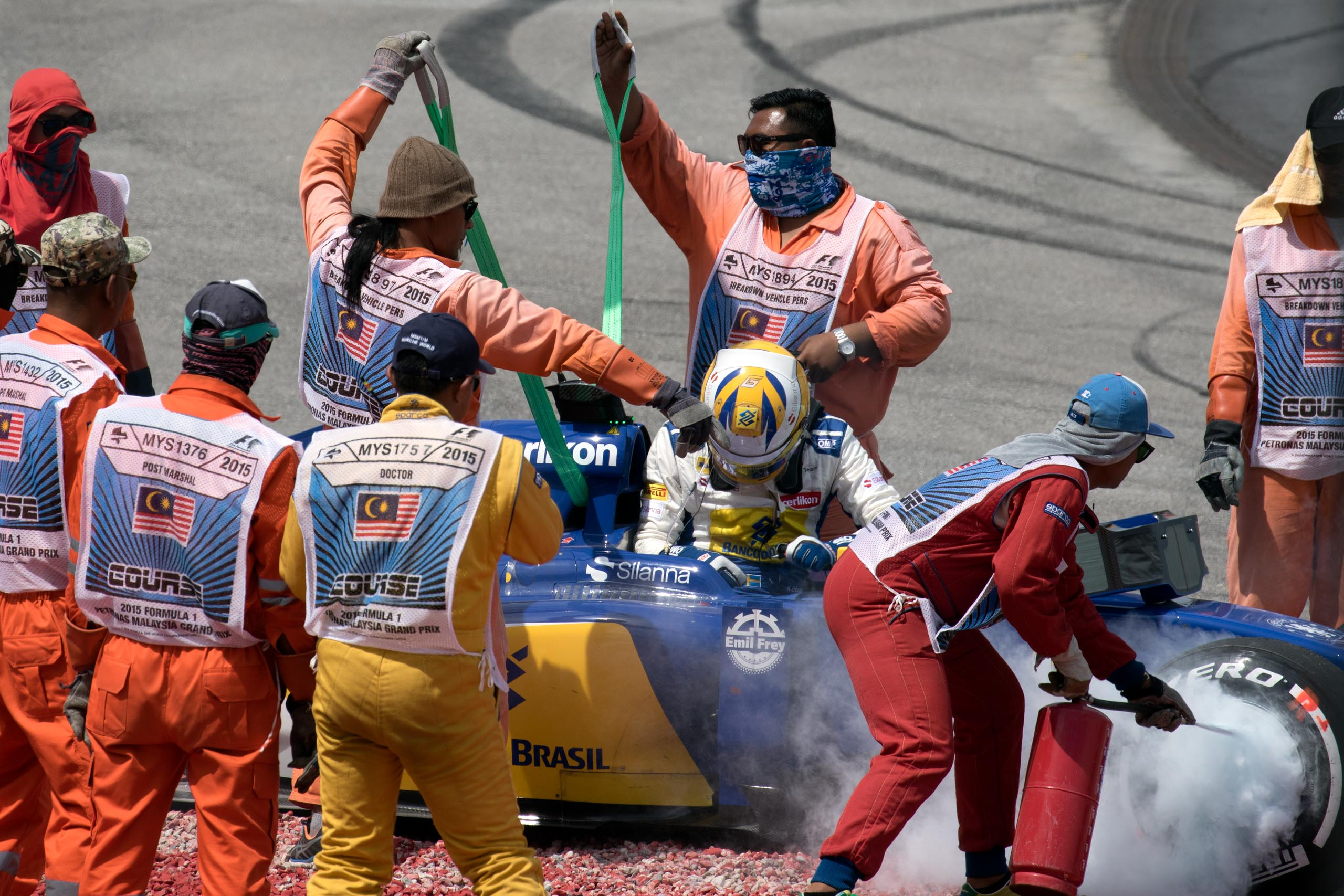
Marshals asistiendo un monoplaza de Fórmula 1 accidentando.

Un marshal, también llamados comisarios de pista o banderilleros, son las personas encargadas de velar por la seguridad de los pilotos de automovilismo durante las competencias.

## Funciones
Es el encargado de avisar por radio al director de sección de si ha ocurrido un incidente, y de avisar a los pilotos de este mediante una bandera amarilla, o una doble bandera amarilla. 
Si así también lo requiriese el director de  Carrera, puede mostrar la bandera roja. 
Cuando un marshal ve un incidente está obligado a sacar una bandera amarilla, asimismo, cuando haya un auto de seguridad en pista debe ondear una doble bandera amarilla y un cartel con las iniciales «SC», «AS» u otras. 
También hay otro tipo de marshals, que son los encargados de retirar los trozos de los automóviles en los accidentes de carrera, mediante escobas o con sus propias manos.

## Indumentaria

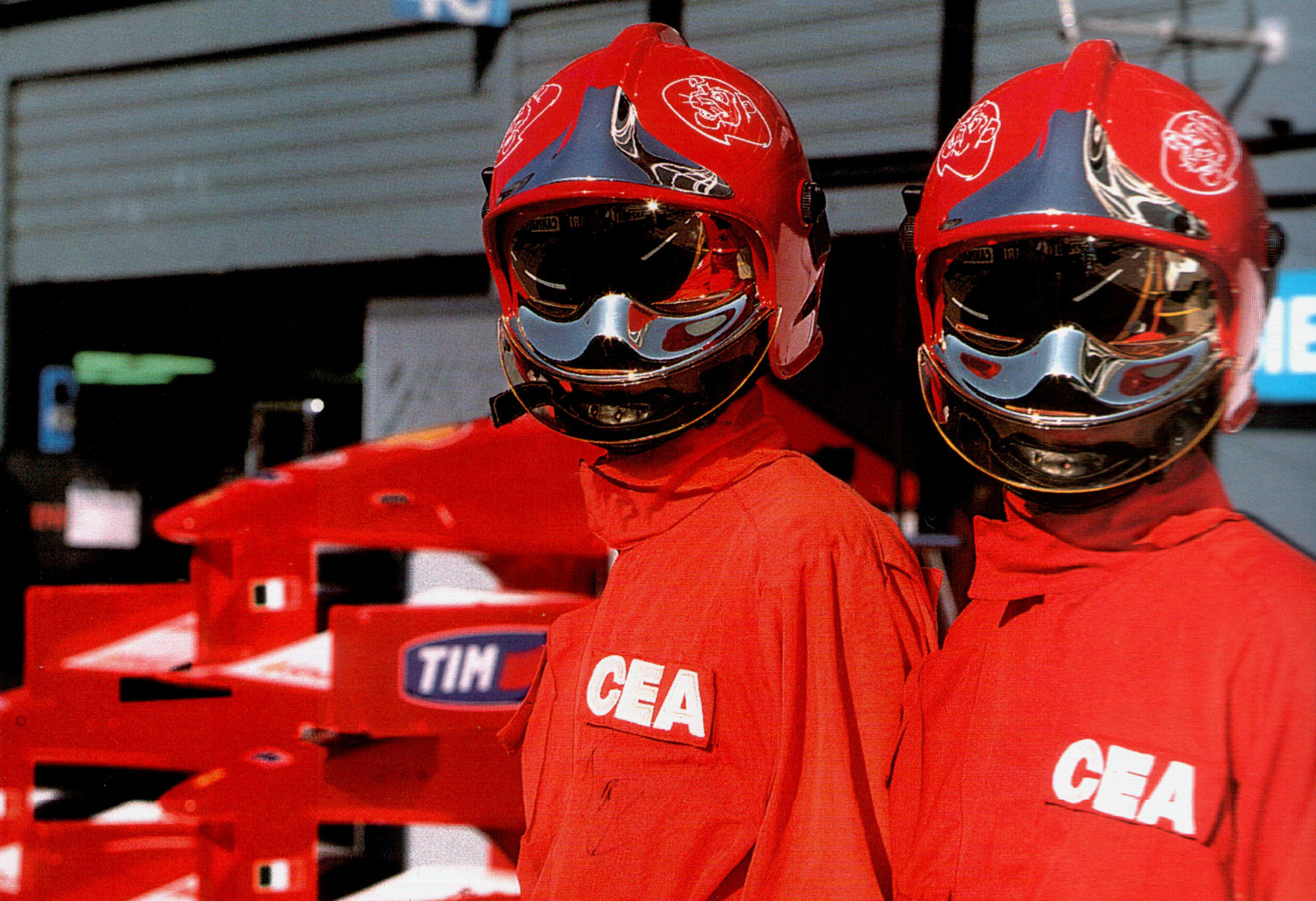
Indumentaria para la protección de fuego.

Normalmente llevan una vestimenta naranja con un peto blanco identificativo con el nombre de la carrera, la torre a la que están asignados y demás.